# Pointe de Toulindac
La pointe de Toulindac est située sur l'île aux Moines (Morbihan), face à Port-Blanc sur la commune de Baden.